# Polski Instytut Naukowy w Ameryce
Polish Institute of Arts and Sciences of America – PIASA (Polski Instytut Nauk i Sztuk, Polski Instytut Naukowy w Ameryce) – polonijna instytucja naukowa i dydaktyczna o charakterze organizacji non-profit, mająca siedzibę w Nowym Jorku na Manhattanie.  

## Historia
Instytut powstał podczas II wojny światowej, w 1942. Jego założycielami byli znani polscy naukowcy, m.in. antropolog Bronisław Malinowski, historycy Oskar Halecki i Jan Kucharzewski, papirolog Rafał Taubenschlag, geograf i podróżnik Henryk Arctowski i poeta Jan Lechoń. Działalność instytutu miała być kontynuacją Polskiej Akademii Umiejętności w Krakowie, która po rozpoczęciu niemieckiej okupacji została zlikwidowana. Instytut był w latach 1942–1945 subwencjonowany  przez Rząd RP na uchodźstwie, co było podstawą finansową jego działalności. Po wycofaniu w lipcu 1945 międzynarodowego uznania dla Rządu RP na uchodźstwie w konsekwencji ustaleń konferencji jałtańskiej Instytut odmówił podporządkowania się rządowi w Warszawie i domagał się wolności badań w ramach PAU. W konsekwencji członkowie Instytutu zostali w 1949 wykluczeni z działającej w Krakowie Polskiej Akademii Umiejętności. Po zakończeniu monopartyjnych rządów komunistycznych w Polsce w 1989 podjęto współpracę z odnowioną w Krakowie PAU. 
Instytut stawia sobie za cel informowanie amerykańskiego społeczeństwa o Polsce i jej dziedzictwie kulturowym, jak również wzmacnianie polsko-amerykańskich relacji. 
Na liście członków Instytutu znajduje (lub znajdowało) się ok. 1 500 nazwisk, w tym: Zbigniew Brzeziński, Stanisław Skrowaczewski, Aleksander Wolszczan, Hilary Koprowski, Michael Novak, oraz nobliści – Roald Hoffmann, Czesław Miłosz i Frank Wilczek.
PIASA utrzymuje polską bibliotekę oraz archiwa, wydaje też kwartalnik naukowy pt „The Polish Review”.

## Prezesi PIASA
- 1942   Bronisław Malinowski
- 1942–1952 Jan Kucharzewski
- 1952–1964 Oskar Halecki
- 1964–1965 Zygmunt Nagórski
- 1965–1974 Stanisław Mrozowski
- 1974–1987 John A. Gronouski
- 1988–1999 Feliks Gross
- 1999–2008 Piotr Wandycz
- 2008–2011 Tadeusz V. Gromada
- 2011–2018 Mieczysław Biskupski
- od 2018 Robert Blobaum

## Dyrektorzy wykonawczy
- 1942–1952 Oskar Halecki
- 1952–1955 Zygmunt Nagórski
- 1955–1961 Stanisław Strzetelski
- 1961–1962 Zygmunt Nagórski
- 1962–1965 Jan Wszelaki
- 1966–1969 Damian Stanisław Wandycz
- 1969-1973 Jan Librach
- 1973–1975 Eugene Kleban
- 1975–1988 Feliks Gross
- 1989–1990 Bolesław Łaszewski
- 1991–2011 Tadeusz V. Gromada
- od 2011 Bozena Leven

## Sekretarze generalni
- 1957–1964 Zygmunt Nagórski
- 1965   Damian Stanisław Wandycz
- 1966–1970 Ludwik Krzyżanowski
- 1971–1990 Tadeusz V. Gromada